# 塞麦尔维斯大学
塞麥爾維斯大學（匈牙利語：Semmelweis Egyetem），位於匈牙利首都布達佩斯市的一所醫學大學。該校成立於1769年，為匈牙利最早的醫學院。塞麥爾維斯大學現有學生11,000名，包含60余國的學生。塞麥爾維斯大學以匈牙利醫生塞麥爾維斯（Semmelweis Ignác Fülöp）命名。

## 院系设置
塞麦尔维斯大学设有6个系
- 牙科学系
- 卫生与公共服务系
- 卫生科学系
- 医学系
- 药学系
- 体育教育与运动科学系

## 著名人物
- 圣捷尔吉·阿尔伯特，1937年诺贝尔生理学或医学奖得主。
- 施米特·帕尔，匈牙利总统，1995年，在体育教育大学获得博士学位；2000年，体育教育大学并入塞麦尔维斯大学。